# خوسيه ميركادو
خوسيه ميركادو (بالإسبانية: José Mercado)‏ هو دراج مكسيكي، ولد في 29 مايو 1938 في غوادالاخارا في المكسيك، وتوفي في 8 ديسمبر 2013.

## وصلات خارجية
- خوسيه ميركادو على موقع أرشيف الدراجات (الإنجليزية)
- خوسيه ميركادو على موقع أوليمبيديا (الإنجليزية)